# Francisco Luis de Retes

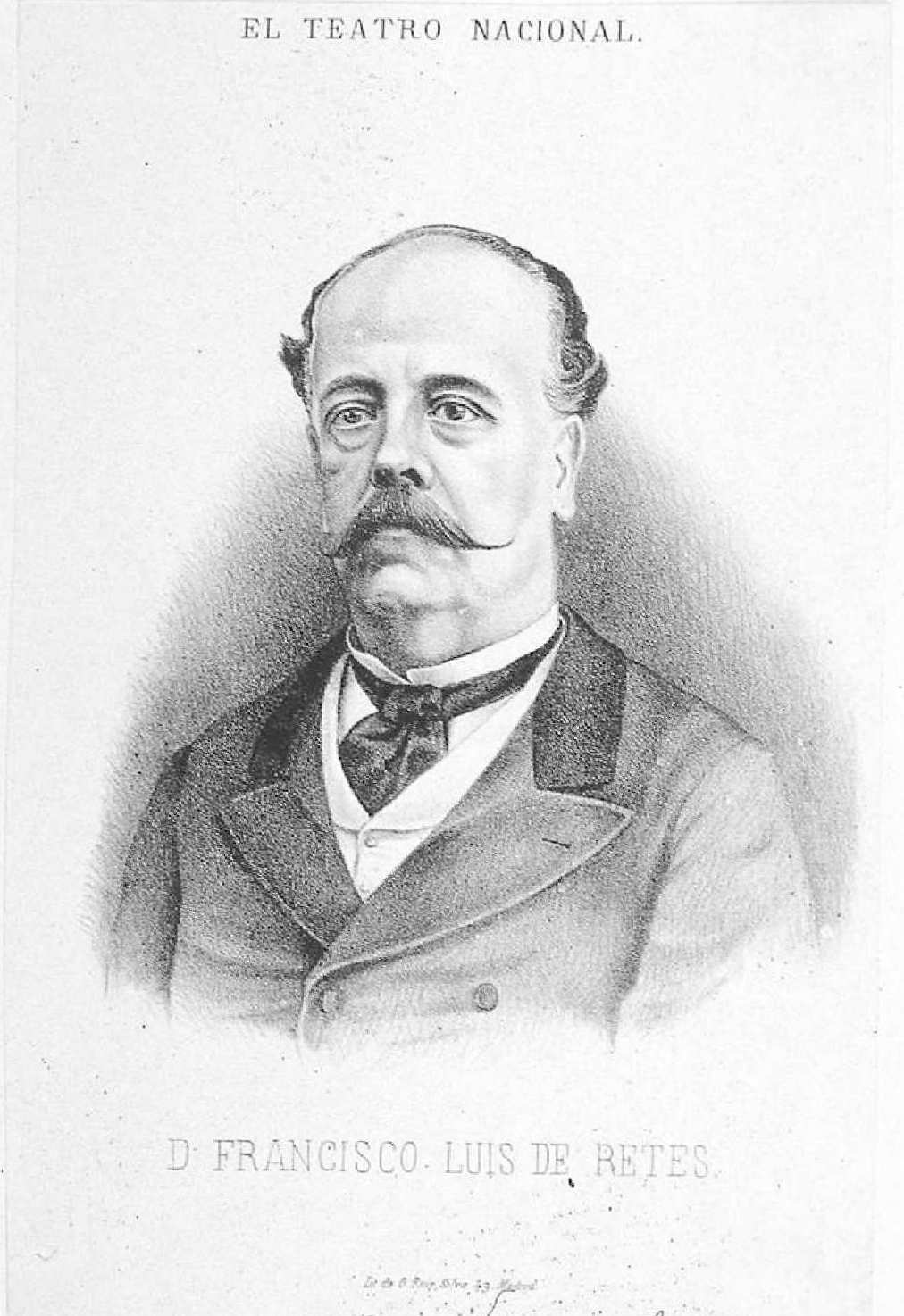
Francisco Luis de Retes, litografía de Joaquín Magistris. Biblioteca Nacional de España.

Francisco Luis de Retes (Tarragona, 1822-Madrid, 1901) fue un dramaturgo español.

## Biografía
Nacido en Tarragona en 1822, Retes escribió muchas de sus obras teatrales en colaboración con Francisco Pérez Echevarría. Teodoro Baró sospecha que le era al primero más fácil la concepción del argumento y su desarrollo, que la forma, que a Echevarría no ofrecía dificultades, pues se distinguía como lírico. Retes sentía más el drama que la comedia, pues su temperamento se avendría más a las obras de Calderón que a las de Bretón de los Herreros; y tanto era así, que no le asustó la idea de refundir Otelo, apartándose algo de la obra de Shakespeare, en un proyecto atrevido pero poco exitoso.
Retes y Echevarría produjeron varias obras. Exclusivamente de Retes fueron Otelo, Dª Inés de Castro, El genio contra el poder y Justicia, y no por mi casa. Retes y Echevarría dieron a la escena muchas obras, entre las que se encontraron La Beltraneja, La Fornarina, Dª María Coronel, el Frontero de Baeza y Dª María de Molina. Para Teodoro Baró merecería mención especial L'Hereu, que acaso habría marcado el punto máximo de la labor de ambos. En este drama se presentan el amor de la madre y sus virtudes, que son la luz que desvanece las tinieblas del hogar agitado por las luchas de dos hermanos, enconadas por el amor que a ambos inspira una mujer. Los autores no extremaron los recursos para producir grandes efectos, prefiriendo conmover. En palabras de Baró, las obras de Retes y Echevarría vestirían «el ropaje de la poesía de la forma», que encubriría las deficiencias que pudiera tener el fondo.
Falleció en Madrid en 1902.